# موقع أندرسونفيل التاريخي الوطني

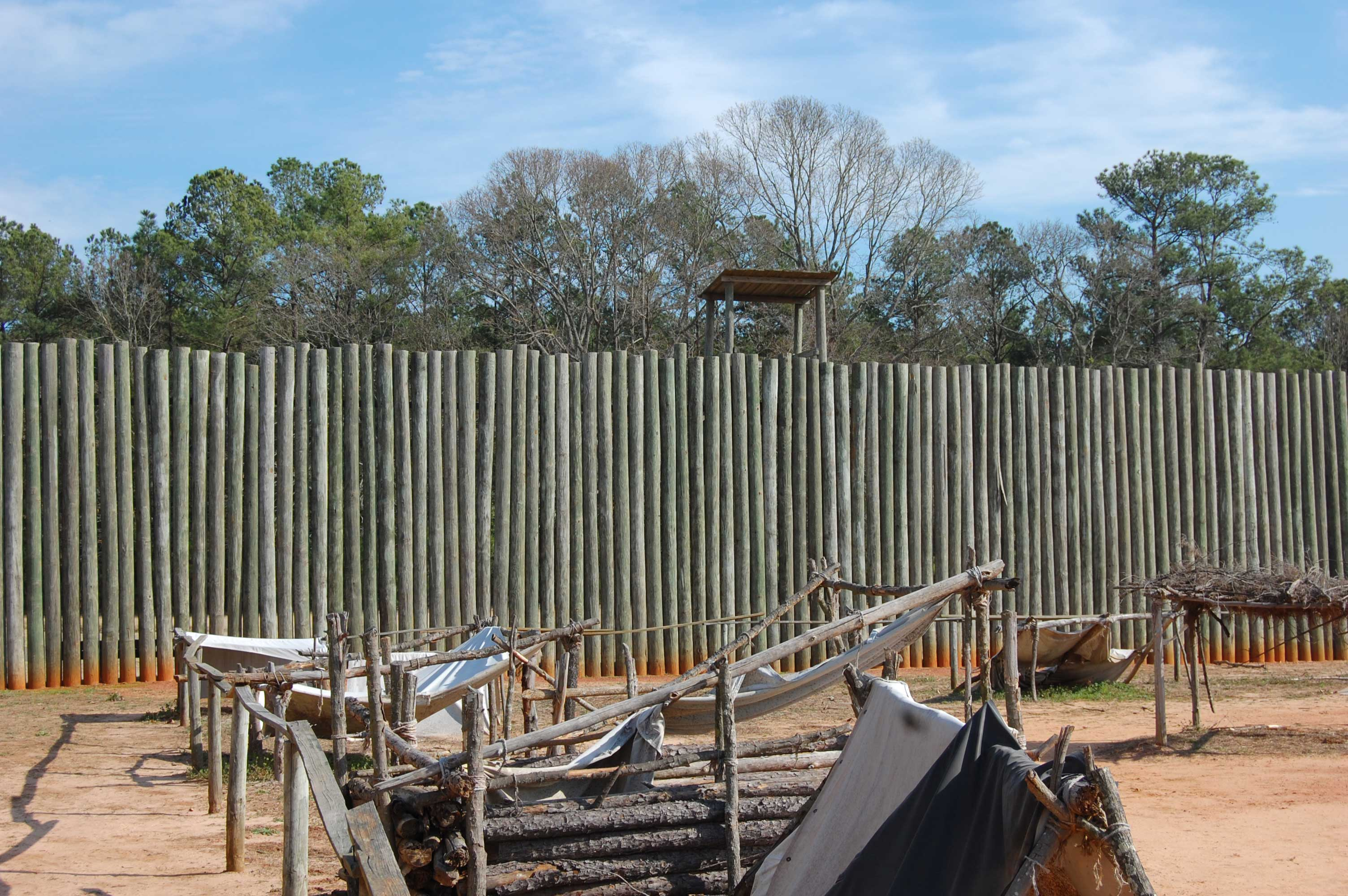
إعادة بناءالجدار في اندرسونفيل

جررجيا

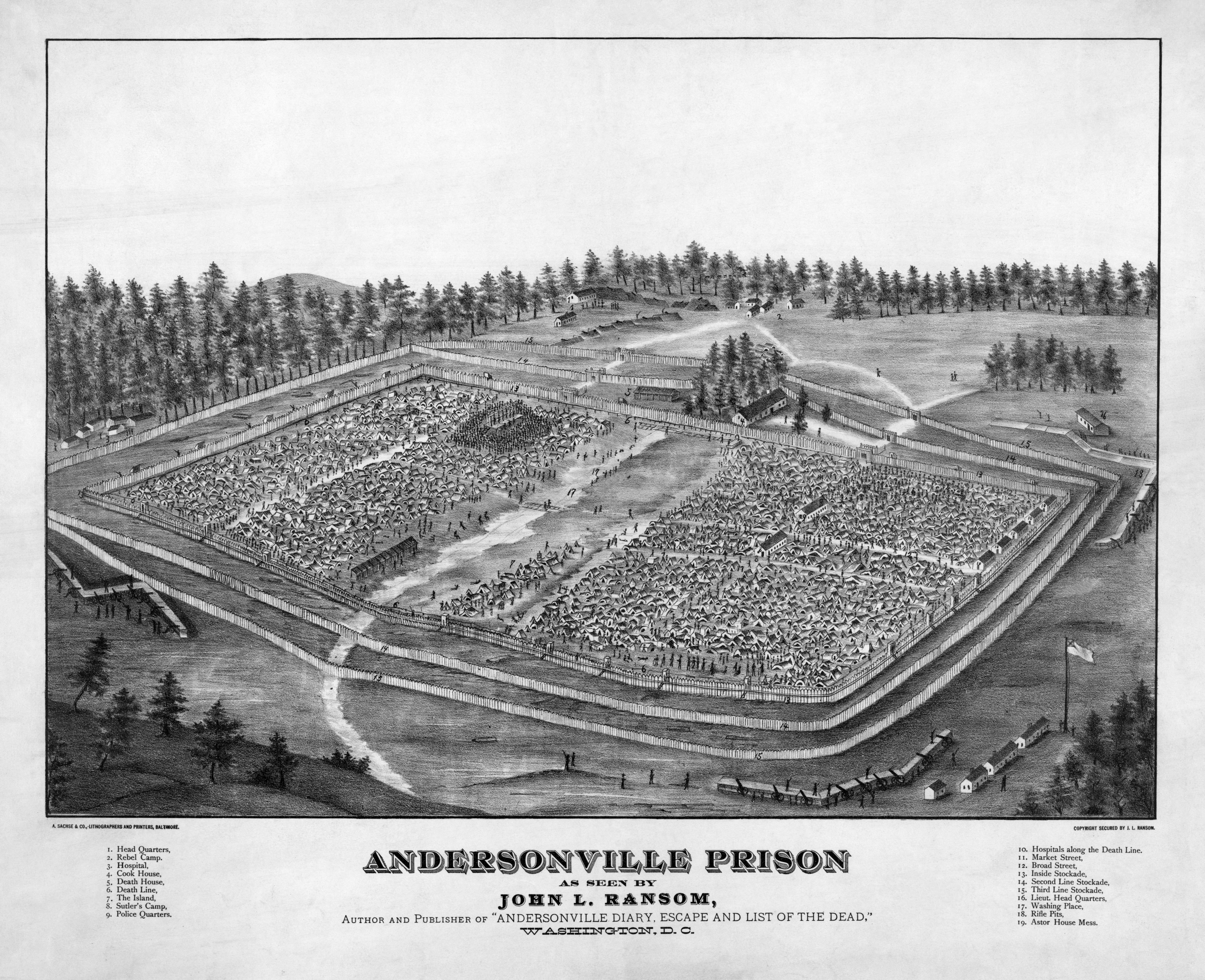
سجن أندروسونفيل

يقع الموقع التاريخي الوطني أندرسونفيل بالقرب من أندرسونفيل، جورجيا, والذي يحتوى على المعسكر سمتر السابق المعروف أيضاً بسجن أندرسونفيل وهو معسكر أسرى الحرب الكونفدرالية خلال الحرب الأهلية الأمريكية. يقع معظم الموقع في جنوب غرب مقاطعة ماكون, المجاورة للجانب الشرقي من مدينة أندرسونفيل. و كذلك السجن السابق، كما يحتوى الموقع على مقابر اندرسونفيل الوطنية والمتحف الوطنى لأسرى الحرب. من حوالى 45,000 سجين اُحتجز من قبل جيش الأتحاد في معسكر سمنتر خلال الحرب توفى ما يقارب من 13,000 من الجوع وسوء التغذية والاِسهال أو الأمراض المعدية.